# Cimetière de Cuiseaux
Le cimetière de Cuiseaux est un cimetière situé sur le territoire de la commune de Cuiseaux dans le département français de Saône-et-Loire et la région Bourgogne-Franche-Comté.

## Historique
Sa chapelle fait l'objet d'un classement au titre des monuments historiques depuis le 21 décembre 1904.